# Sogong-ro

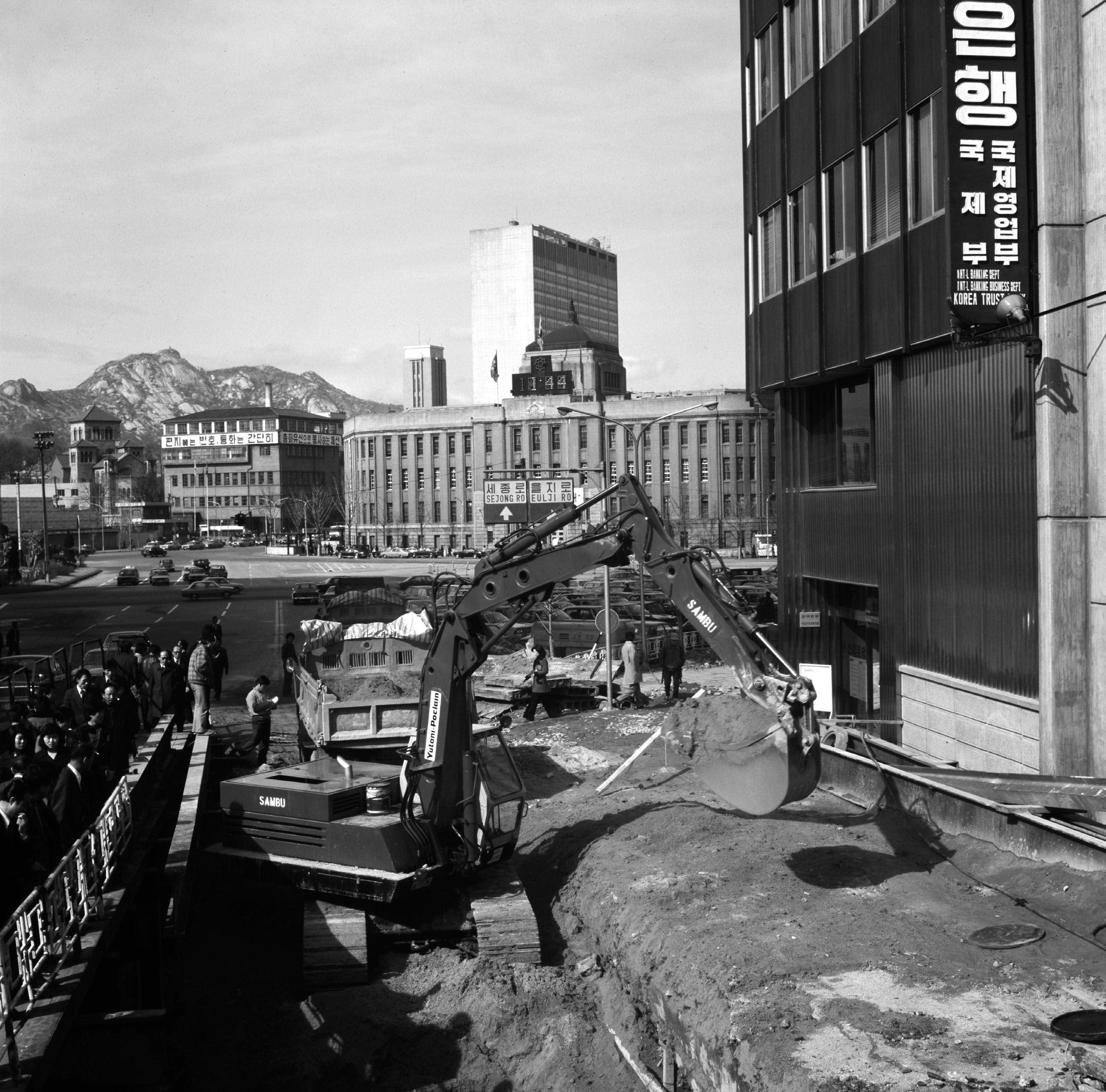
Trước 116 Sogong-ro, nơi đang xây dựng Trung tâm mua sắm ngầm Sogong (1976). Góc bên phải là Phòng Kinh doanh Quốc tế Trust Bank (hiện nay là Chi nhánh Ngân hàng KEB Hana Sogong-dong).

Sogong-ro (Tiếng Hàn: 소공로, Hanja: 小公路) là con đường dài 1,3 km từ San 1-31, Hoehyeon-dong 1-ga, Jung-gu, Seoul, đi qua ngã tư Ngân hàng Hàn Quốc trên Namdaemun-ro đến 23 Taepyeong-ro 2-ga. Trước năm 2010, Sogong-ro dài 414 m, là con đường ngắn nhất trong số các con đường ở trung tâm thành phố Seoul, có 5 làn xe với hệ thống làn đường có thể thay đổi.

## Lịch sử
- 26 tháng 11 năm 1966: Đoạn giữa 'Trước Tòa thị chính (31 Taepyeong-ro 1-ga, Jung-gu) và trước Ngân hàng Thương mại (111-1 Namdaemun-ro 2-ga, Jung-gu; Giao lộ Ngân hàng Trung ương Hàn Quốc)' được chỉ định là Sogong-ro (소공로)[1]
- 22 tháng 4 năm 2010: Một số đoạn Banpo-ro được hợp nhất và điểm cuối được kéo dài đến đầu phía bắc của Đường hầm Namsan số 3. Thông báo địa chỉ tên đường[2]

## Các điểm dừng chính
Seoul
- Jung-gu (Hoehyeon-dong 1-ga - Hoehyeon-dong 2-ga - Chungmuro 1-ga - Namdaemunro 2-ga - Sogong-dong - Taepyeong-ro 2-ga)

## Lộ trình
| Nút giao · Đường hầm                    | Kết nối                                 | Vị trí                                  | Vị trí                                  | Vị trí                                  | Ghi chú                                 |
| Kết nối trực tiếp với Noksapyeong-daero | Kết nối trực tiếp với Noksapyeong-daero | Kết nối trực tiếp với Noksapyeong-daero | Kết nối trực tiếp với Noksapyeong-daero | Kết nối trực tiếp với Noksapyeong-daero | Kết nối trực tiếp với Noksapyeong-daero |
| --------------------------------------- | --------------------------------------- | --------------------------------------- | --------------------------------------- | --------------------------------------- | --------------------------------------- |
| Đường hầm Namsan số 3 (Namsan)          |                                         | Jung-gu                                 | Myeong-dong                             | Hoehyeon-dong                           |                                         |
| Ngã tư Hoehyeon                         | Toegye-ro                               | Jung-gu                                 | Myeong-dong                             | Hoehyeon-dong                           |                                         |
| Đối diện Ngân hàng Hàn Quốc             | Namdaemun-ro                            | Jung-gu                                 | Myeong-dong                             | Hoehyeon-dong                           |                                         |
| Đối diện Ngân hàng Hàn Quốc             | Namdaemun-ro                            | Jung-gu                                 | Sogong-dong                             |                                         |                                         |
|                                         | Namdaemun-ro 7-gil                      | Jung-gu                                 | Không có tên ngã tư                     |                                         |                                         |
| Sejong-daero 18-gil                     |                                         | Jung-gu                                 | Không có tên ngã tư                     |                                         |                                         |
|                                         | Eulji-ro                                | Jung-gu                                 | Không có tên ngã tư                     |                                         |                                         |
| Toà thị chính                           | Sejong-daero                            | Jung-gu                                 |                                         |                                         |                                         |
| Toà thị chính                           | Deoksugung-gil                          | Jung-gu                                 |                                         |                                         |                                         |
| Kết nối trực tiếp với Deoksugung-gil    |                                         |                                         |                                         |                                         |                                         |

## Các tuyến đường phụ
- ●: Áp dụng cho tất cả các phần
- ▲: Áp dụng cho một số phần
- ✖: Không áp dụng

| Tên đường         | Điểm đầu                | Điểm cuối                   | Tổng chiều dài (m) | Xe cộ có thể đi lại được | Một chiều | Vị trí  | Vị trí        |
| ----------------- | ----------------------- | --------------------------- | ------------------ | ------------------------ | --------- | ------- | ------------- |
| Sogong-ro 1-gil   | 51-1 Hoehyeon-dong 2-ga | 49-46 Hoehyeon-dong 2-ga    | 106                | ✖                        | ✖         | Jung-gu | Hoehyeon-dong |
| Sogong-ro 3-gil   | 60-7 Hoehyeon-dong 2-ga | 133-6 Hoehyeon-dong 1-ga    | 267                | ●                        | ●         | Jung-gu | Hoehyeon-dong |
| Sogong-ro 4-gil   | 33-1 Hoehyeon-dong 2-ga | San 1-38 Hoehyeon-dong 1-ga | 202                | ✖                        | ✖         | Jung-gu | Myeong-dong   |
| Sogong-ro 6-gil   | 27 Hoehyeon-dong 2-ga   | 43-1 Namsan-dong 2-ga       | 233                | ●                        | ✖         | Jung-gu | Myeong-dong   |
| Sogong-ro 6ga-gil | 32-5 Hoehyeon-dong 2-ga | San 1-35 Hoehyeon-dong 1-ga | 221                | ●                        | ✖         | Jung-gu | Myeong-dong   |
| Sogong-ro 6na-gil | 33-9 Hoehyeon-dong 2-ga | 42-16 Hoehyeon-dong 2-ga    | 109                | ✖                        | ✖         | Jung-gu | Myeong-dong   |
| Sogong-ro 7-gil   | 72-8 Hoehyeon-dong 2-ga | 60-17 Hoehyeon-dong 1-ga    | 168                | ●                        | ●         | Jung-gu | Hoehyeon-dong |